# 天鹰座V606
天鹰座V606（V606 Aquilae）也被称为1899年天鹰座新星（Nova Aquilae 1899），是一颗位于天鹰座的新星，1899年爆发。爆发时最亮视星等为5.5，成為夜空第二亮的恆星。